# Comté de Barrow
Pour les articles homonymes, voir Barrow.
Le comté de Barrow est l'un des comtés de l'État de Géorgie. Le chef-lieu du comté se situe à Winder.

## Démographie
| 1920   | 1930   | 1940   | 1950   | 1960   | 1970   |
| ------ | ------ | ------ | ------ | ------ | ------ |
| 13 188 | 12 401 | 13 064 | 13 115 | 14 485 | 16 859 |

| 1980   | 1990   | 2000   | 2010   | - | - |
| ------ | ------ | ------ | ------ | - | - |
| 21 354 | 29 721 | 46 144 | 69 367 | - | - |